# (292872) Anoushankar
(292872) Anoushankar est un astéroïde de la ceinture principale.

## Description
(292872) Anoushankar est un astéroïde de la ceinture principale. Il fut découvert le 12 novembre 2006 à Vallemare Borbona par Vincenzo Silvano Casulli. Il présente une orbite caractérisée par un demi-grand axe de 3,06 UA, une excentricité de 0,12 et une inclinaison de 9,0° par rapport à l'écliptique.